# Coppa Davis 2024 Zona Asia/Oceania Gruppo V
La Zona Asia/Ocenia del Gruppo Mondiale V è il quinto e ultimo livello della Coppa Davis 2024.

## Nazioni partecipanti
- Bahrein
- Bangladesh
- Bhutan
- Brunei
- Guam
- Laos
- Macao
- Maldive

- Mongolia
- Nepal
- Isole Marianne Settentrionali
- Filippine
- Tagikistan
- Turkmenistan
- Yemen

## Risultati
Data: 20-23 novembre 2024
Luogo: Bahrain Polytechnic, Madinat 'Isa, Bahrein
Superficie: Cemento
Le nazioni sono divise in quattro gironi, di cui tre da quattro squadre e uno da tre squadre:
- Le quattro prime classificate dei rispettivi gironi si incrociano nei play-off promozione (vincente gruppo A vs vincente gruppo D e vincente gruppo B vs vincente gruppo C). Le due squadre vincitrici verranno promosse nel Gruppo IV Zona Asia/Oceania 2025.

### Teste di serie
| Pot | Nazione                       | Rank1 |
| --- | ----------------------------- | ----- |
| 1   | Guam                          | 135   |
| 1   | Turkmenistan                  | 137   |
| 1   | Laos                          | 140   |
| 1   | Bahrein                       | 141   |
| 2   | Mongolia                      | 144   |
| 2   | Yemen                         | 145   |
| 2   | Brunei                        | 146   |
| 2   | Maldive                       | 148   |
| 2   | Nepal                         | 149   |
| 2   | Bangladesh                    | 151   |
| 2   | Bhutan                        | 153   |
| 2   | Macao                         | 154   |
| 2   | Tagikistan                    | 156   |
| 2   | Filippine                     | 158   |
| 2   | Isole Marianne Settentrionali | n/a   |

- 1Ranking al 2024

### Round Robin

#### Gruppo A
|   |        | NEP | GUM | BRU | RR V-P     | Match V-P    | Set V-P | Classifica |
| 9 | Nepal  |     | 2-1 | 3-0 | 2-0 (100%) | 5-1 (83.33%) | – (%)   | 1          |
| 1 | Guam   | 1-2 |     | 2-1 | 1-1 (50%)  | 3-3 (50%)    | – (%)   | 2          |
| 7 | Brunei | 0-3 | 1-2 |     | 0-2 (0%)   | 1-5 (16.67%) | – (%)   | 3          |

#### Gruppo B
|    |              | PHI | TKM | MAC | MGL | RR V-P       | Match V-P    | Set V-P | Classifica |
| 15 | Filippine    |     | 3-0 | 3-0 | 3-0 | 3-0 (100%)   | 9-0 (100%)   | – (%)   | 1          |
| 2  | Turkmenistan | 0-3 |     | 2-1 | 2-1 | 2-1 (66.67%) | 4-5 (44.44%) | – (%)   | 2          |
| 11 | Macao        | 0-3 | 1-2 |     | 3-0 | 1-2 (33.33%) | 4-5 (44.44%) | – (%)   | 3          |
| 12 | Mongolia     | 0-3 | 1-2 | 0-3 |     | 0-3 (0%)     | 1-8 (11.11%) | – (%)   | 4          |

#### Gruppo C
|    |                               | NMI | LAO | BHU | MDV | RR V-P       | Match V-P    | Set V-P | Classifica |
| 3  | Isole Marianne Settentrionali |     | 3-0 | 3-0 | 3-0 | 3-0 (100%)   | 9-0 (100%)   | – (%)   | 1          |
| 8  | Laos                          | 0-3 |     | 3-0 | 2-1 | 2-1 (66.67%) | 5-4 (77.78%) | – (%)   | 2          |
| 9  | Bhutan                        | 0-3 | 0-3 |     | 2-1 | 1-2 (33.33%) | 2-7 (22.22%) | – (%)   | 3          |
| 15 | Maldive                       | 0-3 | 1-2 | 1-2 |     | 0-3 (0%)     | 2-7 (11.11%) | – (%)   | 4          |

#### Gruppo D
|    |            | BHR | BAN | YEM | TJK | RR V-P       | Match V-P    | Set V-P | Classifica |
| 6  | Bahrein    |     | 3-0 | 3-0 | 3-0 | 3-0 (100%)   | 9-0 (100%)   | – (%)   | 1          |
| 7  | Bangladesh | 0-3 |     | 2-1 | 3-0 | 2-1 (66.67%) | 6-3 (66.67%) | – (%)   | 2          |
| 14 | Yemen      | 0-3 | 1-2 |     | 3-0 | 1-2 (33.33%) | 3-6 (33.33%) | – (%)   | 3          |
| 4  | Tagikistan | 0-3 | 1-2 | 0-3 |     | 0-3 (0%)     | 0-9 (0%)     | – (%)   | 4          |

### Play-off
|                     | Squadra 1    | Punteggio | Squadra 2                     |
| ------------------- | ------------ | --------- | ----------------------------- |
| Play-off promozione | Nepal        | 2-0       | Bahrein                       |
| Play-off promozione | Filippine    | 2-1       | Isole Marianne Settentrionali |
| 5º - 6º posto       | Guam         | 3-0       | Bangladesh                    |
| 7º - 8º posto       | Turkmenistan | 1-2       | Laos                          |
| 9º - 10º posto      | Brunei       | 0-3       | Yemen                         |
| 11º - 12º posto     | Macao        | 2-1       | Bhutan                        |
| 13º - 14º posto     | Monaco       | 1-2       | Maldive                       |

- Nepal e  Filippine qualificate al Gruppo IV Zona Asia/Oceania.

### Classifica finale
| Pos      | Squadra                       |
| -------- | ----------------------------- |
| Promosse | Nepal                         |
| Promosse | Filippine                     |
| T3.      | Bahrein                       |
| T3.      | Isole Marianne Settentrionali |
| 5.       | Guam                          |
| 6.       | Bangladesh                    |
| 7.       | Laos                          |
| 8.       | Turkmenistan                  |
| 9.       | Yemen                         |
| 10.      | Brunei                        |
| 11.      | Macao                         |
| 12.      | Bhutan                        |
| 13.      | Maldive                       |
| 14.      | Mongolia                      |
| 15.      | Tagikistan                    |